# Коццо
Коццо (італ. Cozzo) — муніципалітет в Італії, у регіоні Ломбардія, провінція Павія.
Коццо розташоване на відстані близько 490 км на північний захід від Рима, 55 км на південний захід від Мілана, 45 км на захід від Павії.
Населення — 355 осіб (2014).

## Демографія
Населення за роками:

Станом на 1 січня 2023 року в муніципалітеті офіційно проживало 37 іноземців з 18 країн, серед них 7 громадян країн Євросоюзу та 1 громадянин України.

## Уродженці
- Анджело Бінаскі (*1889 — †1973) — відомий у минулому італійський футболіст, захисник.

## Сусідні муніципалітети
- Кандія-Ломелліна
- Кастельноветто
- Лангоско
- Розаско
- Сант'Анджело-Ломелліна
- Валле-Ломелліна
- Цеме